# 동국S&C
주식회사 동국S&C는 대한민국의 풍력 발전 기업으로, 본사는 경상북도 포항시 남구 대송로 62 (장흥동)에 위치해 있다.

## 논란
포항 공장에서 근로자 1명이 사망하여 고용노동부가 중대재해법 위반을 조사하는 중이다.

## 본점 및 지점 현황
- 본사: 경상북도 포항시 남구 대송로 62
- 제 3공장: 경상북도 포항시 남구 철강로 181
- 영일만공장: 경상북도 포항시 북구 흥해읍 해안로 964